# Matjaž Nemec
Matjaž Nemec, né le 10 avril 1980 à Nova Gorica, est un homme politique slovène, actuellement député européen.

## Biographie
De 2014 à 2022, il est membre de l'Assemblée nationale de la République de Slovénie parmi les sociaux-démocrates. Il en fut également le vice-président lors de la 7e Assemblée nationale. Avant son élection en tant que député, il a travaillé comme assistant du président de la République de Slovénie, Borut Pahor.
Aux élections législatives de 2022, il se présente pour un nouveau siège parlementaire, mais ne l'emporte pas. Il remplace son chef de file Tanja Fajon au Parlement européen le 18 mai 2022.
Lors de la neuvième législature du Parlement européen (2019-2024), il est rapporteur de l'un des textes du Pacte sur la migration et l'asile.

## Famille
Son ex-femme est la mannequin ukrainienne Irina Osypenko. En mai 2021, lui et sa compagne Nina Tršelič ont eu un fils, Maja.